# Yunus Sarı
Yunus Sarı (* 21. Januar 1991 in Beyşehir) ist ein türkischer Taekwondoin. Er startet in der Gewichtsklasse bis 80 Kilogramm.
Sarı nimmt seit 2005 an internationalen Wettkämpfen teil, seine erste Medaille konnte er mit Silber in der Klasse bis 63 Kilogramm bei der Junioreneuropameisterschaft 2007 in Baku erringen. Im Erwachsenenbereich schaffte er den Durchbruch bei der Weltmeisterschaft 2011 in Gyeongju. In der Klasse bis 80 Kilogramm erreichte er mit einem Halbfinalsieg gegen Issam Chernoubi das Finale und gewann die Silbermedaille. Eine weitere Medaille konnte er bei der Universiade in Shenzhen erkämpfen. Im folgenden Jahr bestritt Sarı in Manchester auch seine erste Europameisterschaft, wo er im Viertelfinale gegen Tommy Mollet ausschied.
Sarı startet für den Verein Ulaştırma Spor Kulübü. Auch sein Bruder Ali ist ein erfolgreicher Taekwondoin und EM-Medaillengewinner.